# Grzegorz Skiba
Grzegorz Skiba (ur. 18 września 1968 w Bydgoszczy) – polski koszykarz, występujący na pozycji obrońcy, wychowanek Astorii Bydgoszcz, dwukrotny wicemistrz Polski z Nobilesem Włocławek, reprezentant kraju, po zakończeniu kariery zawodniczej trener koszykarski, obecnie trener ENEA Abramczyk Astoria Bydgoszcz 
Rozgrywający mierzący 186 cm wzrostu, pod okiem trenera Ryszarda Mogiełki zdobył w 1987 złoty medal mistrzostw Polski juniorów, a rok później w 1988 wicemistrzostwo. W barwach "Asty" uzyskał awans i grał w ekstraklasie oraz w Pucharze Koracza. Po wycofaniu się czarno-czerwonych z ekstraklasy, na trzy sezony (1992-1994) przeszedł do Nobilesu Włocławek, gdzie sięgnął po dwa srebra w lidze oraz zagrał w Pucharze Saporty (był nawet kapitanem drużyny). Potem wrócił do Astorii by bez skutecznie walczyć o ekstraklasę.
Razem z Maciejem Kulczykiem i Zbigniewem Próchnickim stworzyli młodzieżowy klub koszykarski Novum Bydgoszcz, trenuje tam młodych zawodników, zaliczył również krótki epizod z drużyną seniorów Harmattana Gniewkowo w lutym 2008 na około tydzień zastąpił Adama Ziemińskiego. Nauczyciel akademicki na Wyższej Szkole Gospodarki w Bydgoszczy.
W 2009 Grzegorz Skiba oraz m.in. Krzysztof Wilangowski, Krzysztof Miśkiewicz, Jarosław Marcinkowski, Dariusz Parzeński zdobyli Mistrzostwo Świata weteranów powyżej 40 lat w koszykówce.
W sezonie 2011/2012 zadebiutował jako analityk (tzw. color commentator) spotkań koszykarskich dla PLK TV (30 października 2011 w spotkaniu Anwil Włocławek- PBG Basket Poznań komentował wraz z Adamem Romańskim).

## Osiągnięcia
Klubowe
- Wicemistrz Polski (1993, 1994)
- Brązowy medalista mistrzostw Polski (1995)
- Zdobywca pucharu Polski (1995)
- Awans do najwyższej kasy rozgrywkowej (1989, 1991)[4]
- Uczestnik rozgrywek pucharu:
  - Koracia (1991/1992 – I runda)
  - Saporty (1993/1994 – III runda, TOP 22, 1995/1995 – 4. miejsce w ćwierćfinałowej grupie B, TOP 12)

Młodzieżowe
- Mistrz Polski:
  - juniorów (1987)[4]
  - kadetów (1985)[4]

Reprezentacja
- Mistrz świata w maxikoszykówce (2009 – kategoria +40)[5]

Trenerskie
- Mistrzostwo I ligi męskiej – awans do EBL (2019)